# Apisa hildae
Apisa hildae är en fjärilsart som beskrevs av Sergius G. Kiriakoff 1961. Apisa hildae ingår i släktet Apisa och familjen björnspinnare. Inga underarter finns listade i Catalogue of Life.